# Simão Mate Junior
Simão Mate Junior (nascut el 23 de juliol de 1988) és un futbolista moçambiquès que juga per l'Al Ahli SC com a migcampista defensiu.
També juga per la selecció de futbol de Moçambic, amb la qual ha disputat més de 30 partits des de 2007.